# Иоасаф II (патриарх Константинопольский)
Патриа́рх Иоаса́ф II Великоле́пный (греч. Ιωάσαφ ὁ Β Μεγαλοπρεπής) — Константинопольский патриарх в 1556—1565.

## Биография
Родился между 1535 и 1540 годом в деревне Крапси, близ Янины и получил образование в Нафплионе у Иоанна Зигомалы, изучая арабский, персидский и турецкий языки. О ранних годах жизни Иоасафа данных не сохранилось.
В 1535 году он был рукоположён во епископа Адрианопольского Патриархом Иеремией I.
После смерти Дионисия II вступил на Патриарший престол в июле или августе 1556 года. Ему удалось снизить плату за назначение (пештеш), причитающуюся османскому султану, до одной тысячи экю.
Иоасаф способствовал просвещению духовенства, реформировал управление церковными активами, улучшил финансы, сократив вдвое долги Патриархии. Он также начал крупное расширение Патриаршего дворца. Благодаря этим достижениям он получил прозвище Великолепный (греч. Μεγαλοπρεπής). В 1556 году он основал в Константинополе патриаршую школу, предшественницу Великой школы нации.
Он проявил интерес к протестантской Реформации, в частности к лютеранству, и в 1558 году послал в Виттенберг сербского диакона Димитриоса Мисоса (Димитрия Любавича) для сбора информации. В 1559 году лютеранский богослов Меланхтон прислал ему письмо вместе с греческим переводом Аугсбургского исповедания, но оно не произвело никакого эффекта. Некоторые учёные предполагают, что письмо Меланхтона так и не дошло до Константинополя.
Низложен Михаилом Шейтаноглу Кантакузином.